# Simms (Montana)
Simms – jednostka osadnicza w Stanach Zjednoczonych, w stanie Montana, w hrabstwie Cascade.